# Tropidion rubricatum
Tropidion rubricatum là một loài bọ cánh cứng trong họ Cerambycidae.